# Johnny Eck
John Eckhardt Jr. (Baltimore, Maryland, 27 de agosto de 1911-Baltimore, Maryland, 5 de enero de 1991) conocido como Johnny Eck, el Medio Hombre, fue un artista circense y actor estadounidense famoso por su aparición en la película de culto Freaks (1932) y como una criatura en varias películas de Tarzán. Eck fue además un talentoso músico,fotógrafo, ilusionista, pintor, pintor sobre vidrio y titiritero de guiñol.

## Primeros años
Nació el 27 de agosto de 1911 en Baltimore, Maryland, hijo de John Eckhardt Sr. y su esposa Emily. Su mellizo Robert no tenía ninguna discapacidad pero Johnny padecía agenesia sacra, una rara malformación; su cuerpo parecía terminar en la cintura, aunque en verdad tenía piernas y pies, minúsculos y atrofiados, que siempre ocultó dentro de la ropa. Tenían una hermana mayor, Caroline Laura Eckhardt. Su hermano Robert se le parecía, pero no eran gemelos sino mellizos, y también sería artista de variedades. Aparte, Johnny era perfectamente proporcionado y además apuesto.
Con un año empezó a andar sobre sus manos antes de que su hermano empezara a dar su primeros pasos. Su agilidad e independencia sorprendía a sus familiares y amigos. Su hermana le educó en casa hasta que decidieron enviarlos al colegio. Fue un estudiante popular y aplicado, los niños mayores rivalizaban por ayudarle a subir las escaleras de entrada a la escuela. Pronto se interesó en la pintura y la carpintería, pasando muchas horas con su hermano dedicado a estas labores. Su madre deseaba que fuera párroco.

## Carrera
A finales de 1923, los hermanos asistían en el salón de la iglesia parroquial a la actuación del mago John McAslan. Cuando pidió un voluntario entre el público, vio con enorme sorpresa salir de entre los chiquillos a un niño de doce años cuyo cuerpo terminaba en la cintura y se acercaba caminando sobre sus manos. Le propuso ser su representante y él aceptó si también contrataba a su hermano. Los padres firmaron el contrato por un año, pero Eck aseguró años más tarde que el mago añadió un cero. Eck no le guardó rencor pero pasado el año firmó con otro promotor.
En sus actuaciones, la normalidad de Robert era utilizada para enfatizar la rareza de Johnny, que realizaba trucos y acrobacias como mantenerse en un solo brazo. Era un veloz corredor. Trabajaron en varios circos, incluyendo el afamado Ringling Brothers and Barnum & Bailey Circus.

## Freaks
En el verano de 1931 se encontraba en Montreal, en la Exposición Canadiense, cuando lo abordó un agente de Tod Browning para invitarle a participar en su nueva película.
Eck congenió con el director y se convirtió en su favorito, a menudo Browning le pedía que se pusiera a su lado cuando estaba en el set. Aunque intentó socializar con los otros fenómenos, no se sentía cómodo con ellos, a los que describió como una "multitud feliz y ruidosa", "infantil, tonta y en un mundo propio". Olga Baclanova, que al contrario que su pérfido personaje, estaba encantada con ellos, describió a Johnny como "guapo" y él le regaló una de sus manualidades al terminar el rodaje.
Eck aseguró que Browning le prometió que protagonizaría su próximo film, donde sería un científico loco mutilado. Sin embargo, el mal recibimiento de Freaks perjudicó al director, que perdió toda su influencia en Hollywood, por lo que ese y otros proyectos nunca llegaron a realizarse. Eck también quedó profundamente decepcionado al descubrir que la mayor parte de sus apariciones habían desaparecido al tener que suprimirse casi media hora debido a la censura.
Interpretó a una criatura pájaro en Tarzán de los monos (1932), La fuga de Tarzán (1936) y El tesoro de Tarzán (Tarzan's Secret Treasure, 1941).

## Una célebre ilusión
En 1937 los hermanos Eck fueron contratados por el ilusionista e hipnotizador Rajah Raboid, con el que actuaron en una impactante escena. Robert, entre el público, ponía en duda las capacidades del mago, que le invitaba a subir al escenario, realizando con él el ya clásico truco de serrarlo por la mitad. Durante la ilusión, Robert era cambiado por su mellizo y un enano oculto en unos pantalones. Tras abrir la caja aserrada por la mitad, las "piernas" se levantaban y salían corriendo solas mientras Eck saltaba al suelo y empezaba a perseguirlas al grito de "¡Volved! ¡Quiero mis piernas de nuevo!", a veces incluso las perseguía entre el auditorio. Al fin, simulaba atraparlas y caer tras las bambalinas de donde Robert regresaba "completo" junto al mago, amenazando con que iba a denunciarle. Al primer momento el público se asustaba y gritaba, algunos incluso salían huyendo, pero con el final reían y aplaudían. Fue un enorme éxito.
Además de artistas, eran músicos. Robert tocaba el piano mientras Johnny actuaba y también tenían su propia orquesta en Baltimore. Eck seguía dibujando y pintando. Era un entusiasta de los coches de carreras y se preparó un coche de carreras a medida, el Johnny Eck Special, con el que circulaba por la ciudad tras conseguir un permiso del ayuntamiento.

## Últimos años
Desde los años 40 los espectáculos de feria y los circos empezaron a perder el favor del público y los Eckhardt se retiraron a su casa natal en un barrio obrero de Baltimore, donde residieron el resto de sus días. Regentaron una sala de juegos recreativos y en los 50 tuvieron en un parque una zona de juegos infantiles con un tren de paseo que Johnny conducía. También aprendió a pintar sobre cristal.
Johnny solía sentarse en las escaleras del porche con su chihuahua, Major, hablando de su vida. Él y su hermano organizaban funciones de guiñol para los niños que los visitaban.
Pero desde los años 60 el barrio empezó a cambiar, llegaron desconocidos y en los 70 había sido invadido por la delincuencia y la droga.
En los 80 Johnny vio llegar a su puerta fanes que le conocían porque Freaks había sido lanzada en vídeo doméstico. Ello le consternaba debido a su escueta economía; a pesar de lo mucho que había ganado, administradores sin escrúpulos e incluso "buenos amigos", le habían robado y estafado. En 1985 confesó a un amigo :"me encantaría ser financieramente capaz de entretener a estas maravillosas personas de una manera refinada, un pequeño sandwich, una coca-cola fría o algo así..."
En enero de 1987, los ancianos fueron maniatados y retenidos en su casa varias horas. Mientras uno de los ladrones desvalijaba la casa, otro se burlaba de Johnny e incluso se sentó encima de él. Tras la agresión, su carácter cambió y se recluyó sin salir. Los hermanos dejaron de aceptar visitantes. Eck dijo: "Si quiero ver monstruos, solo tengo que mirar por la ventana".
El 5 de enero de 1991 Eck sufrió un infarto mientras dormía, muriendo con 79 años. Robert falleció el 25 de febrero de 1995, a los 83. Están enterrados bajo una lápida común en el cementerio de Green Mount en Baltimore.